# Mannaz
Mannaz is de twintigste rune van het oude futhark. De klank is 'M'. Mannaz is de vierde rune van de derde Aett. De rune betekent Mens.

## Karaktercodering
| Unicode Codepoint | U+16d7                    |
| Unicode-Name      | RUNIC LETTER MANNAZ MAN M |
| HTML              | &#5847;                   |